# Бак (морський термін)

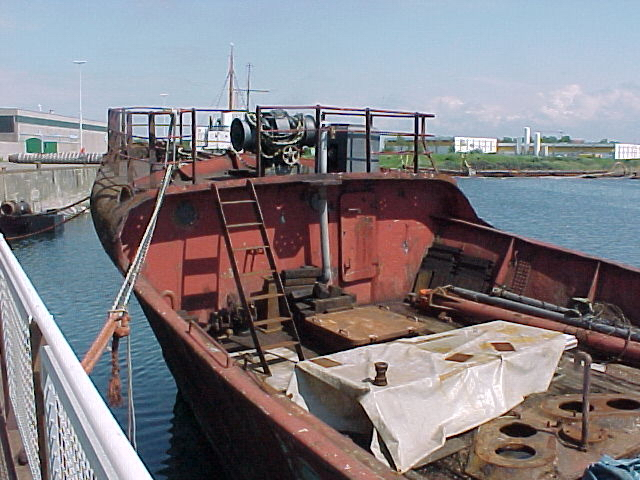
Бак і півбак

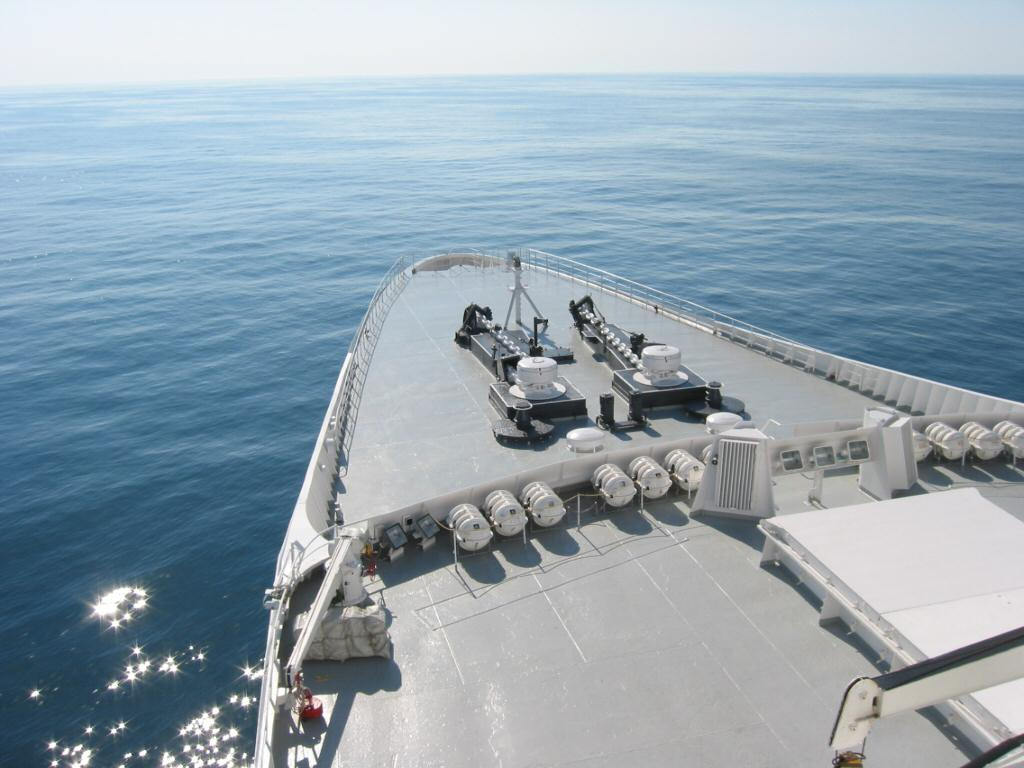
Бак судна «RMS Queen Elizabeth 2»

Бак (від нід. bak) — надбудова судна у носовій частині, що починається від форштевня.

## Опис
На вітрильниках та військових кораблях баком називають весь простір верхньої палуби від форштевня до фок-щогли чи бойової рубки. У цьому значенні також вживається термін форде́к (від нід. voordek, англ. foredeck, нім. Vordeck — «передня палуба»).
Подовжений бак — бак судна, довжина якого дорівнює чи більша за 0,25 від довжини судна, рахуючи від форштевня.
Втоплений в корпус судна бак (зазвичай на половину висоти) називається півбаком. За довжиною може становити від 1/4 до 2/3 довжини судна, в останньому випадку називається подовженим півбаком.
Основне призначення бакової надбудови полягає в збільшенні висоти борту у носовій частині судна, що є важливим з точки зору забезпечення добрих морехідних властивостей, захисту верхньої палуби від заливання при зустрічній хвилі й підвищенні непотоплюваності. У подовженому баку на вантажних суднах розташовують вантажні твіндеки, на пасажирських суднах — каюти.
На палубі бака або всередині його зазвичай розташовують якірний й швартовний пристрої. У великотоннажних суден висота борту зазвичай є достатньо високою і бакової надбудови вони не мають, або бакова надбудова виконує іншу функцію (наприклад, вирішує потребу додаткових приміщень).

## Форкастель
Форкастель (від нід. voorkasteel, англ. forecastle — «передній замок, передня башта»), також форплехт — невеликий поміст (палуба) на вітрильних військових кораблях, яка розташовувалася на деякій висоті над верхнім деком і тягнулася від бікгеда (перебірки в носовій частині судна) або від форштевня за фок-щоглу. Аналогічна надбудова на кормі, дещо більших розмірів, називається ахтер-кастель. В англійській мові словом forecastle називають носову надбудову взагалі, а палуба бака називається foredeck.

## Галерея

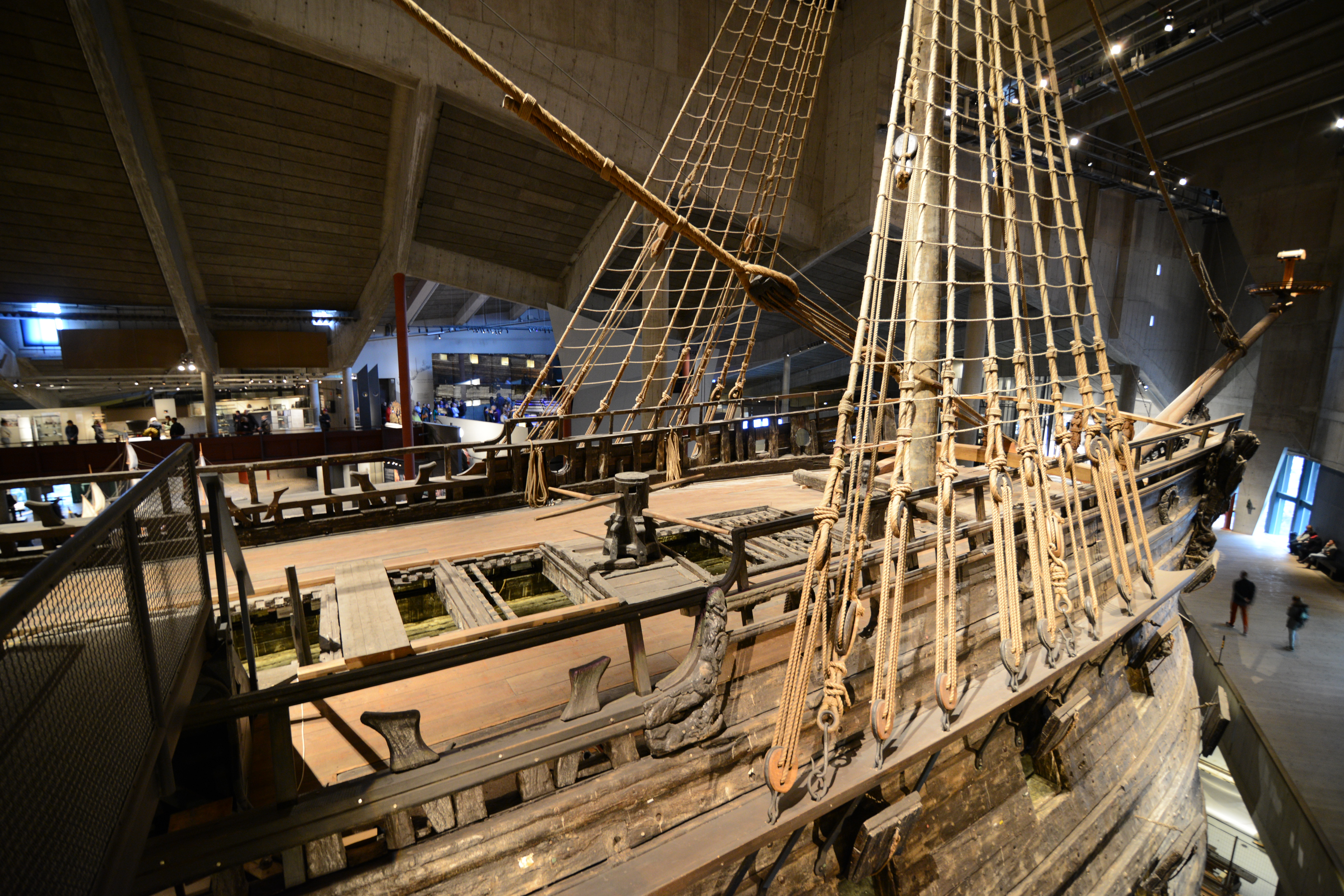
Бак галеона Vasa
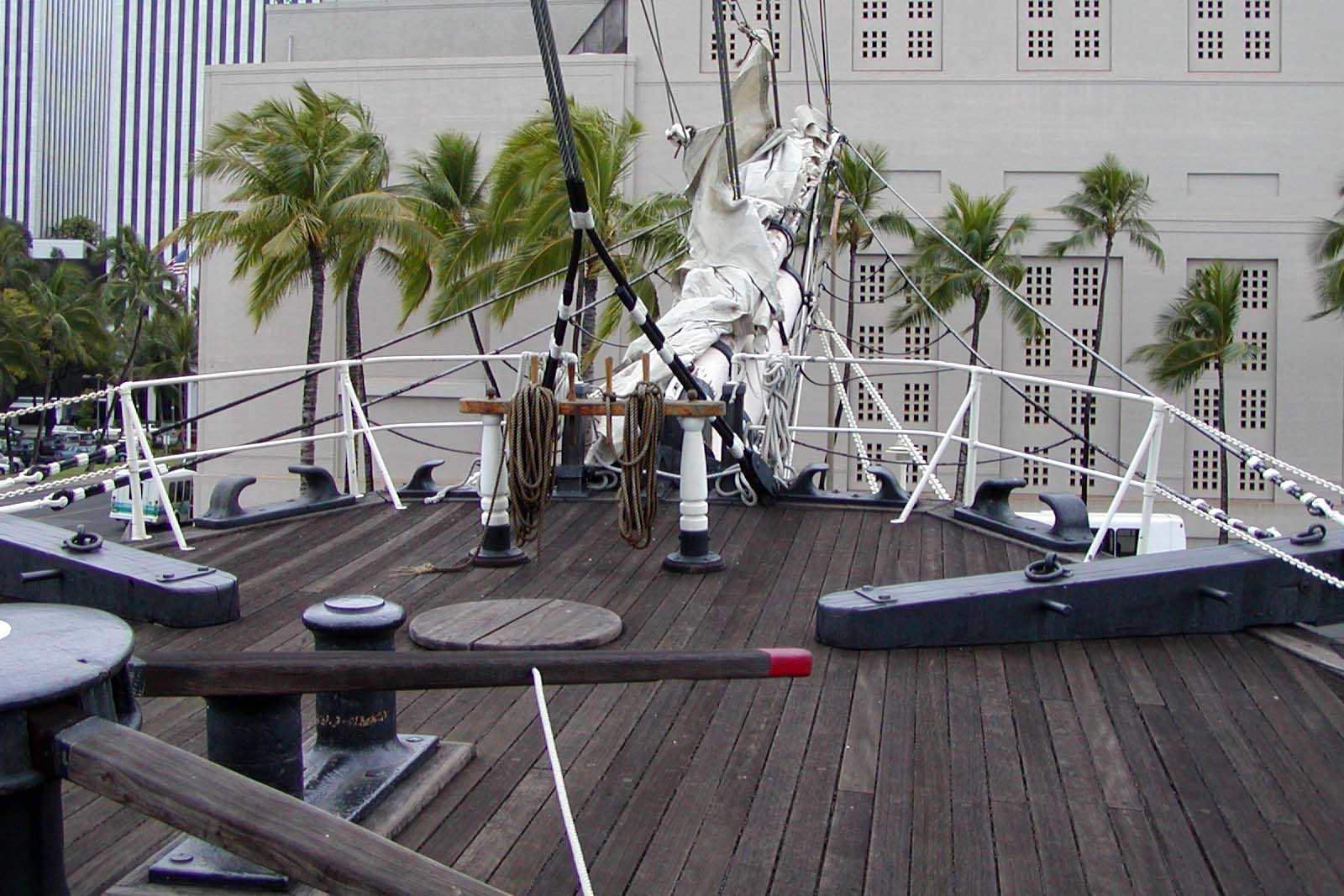
Бак вітрильного танкера Falls of Clyde
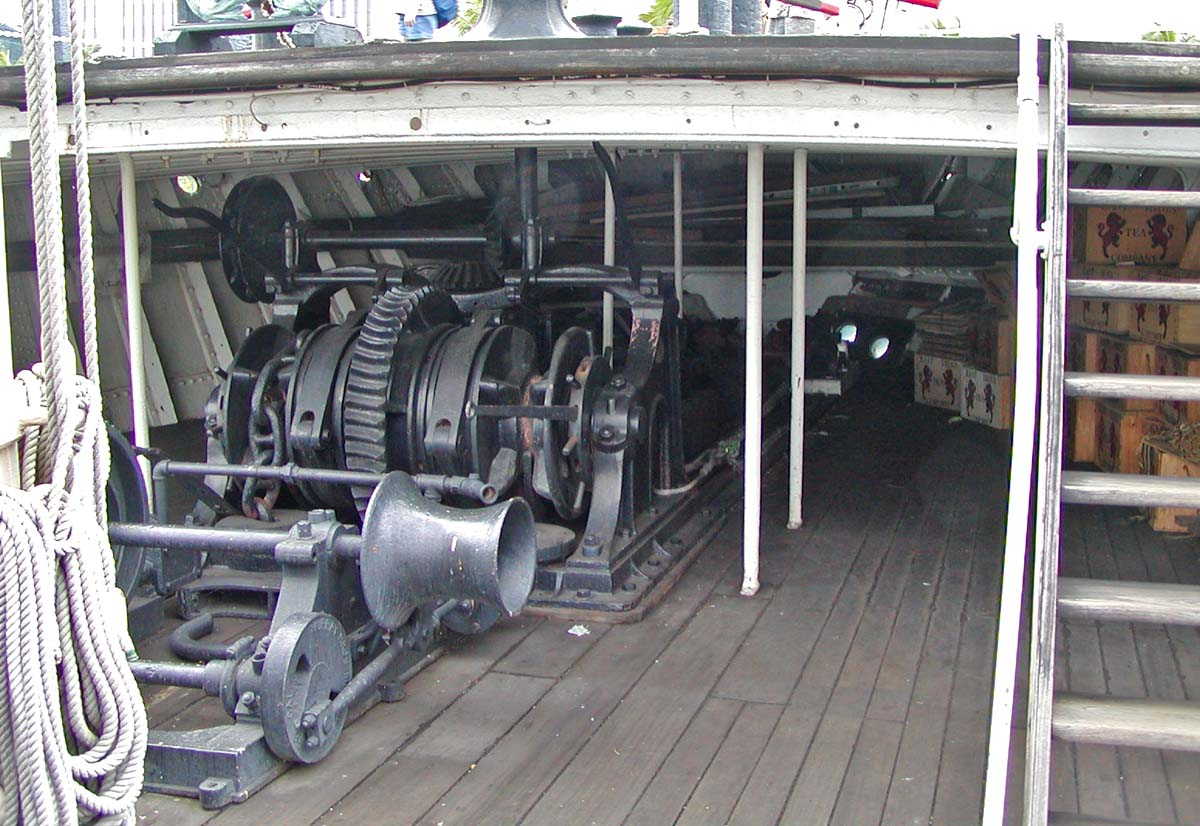
Брашпиль під палубою бака